# Nacer Meddah
Pour les articles homonymes, voir Meddah.
Nacer Meddah, né le 19 août 1959 à Saint-Laurent-Blangy (Pas-de-Calais), est un haut fonctionnaire français. 

## Biographie

### Origines et formation
D'origine algérienne kabyle, ses parents ont quitté l'Algérie dans les années 1950 pour la région Nord-Pas-de-Calais, où le père est devenu ouvrier. Pupille de la Nation après le décès de celui-ci, il est élevé par sa mère, femme de ménage, dans ce qui était presque un bidonville. 
Il obtient sa licence d'histoire et son diplôme d'études universitaires générales en droit alors qu'il est maître d'internat au sein d'un établissement du ministère de l'Éducation nationale depuis 1979.   

### Carrière professionnelle
En 1983, il est détaché auprès du centre de préparation à l'administration générale de Lille. Il devient attaché des services administratifs dans un service du ministère de la Défense en 1984. Il est ensuite détaché en tant qu'attaché d'administration centrale au ministère des Finances à compter de 1987.   
Attaché principal en 1990 au ministère de l'Économie et des Finances, il a été conseiller technique du cabinet d'Élisabeth Guigou, ministre des Affaires européennes d'octobre 1990 au printemps 1993. 
Il est nommé administrateur civil en 1996 et affecté de cette même année à la direction du Trésor. 
En 1999, il est placé pour deux ans en service détaché auprès de l'agence financière près la représentation permanente de la France auprès de l'Union européenne à Bruxelles en qualité d'attaché financier.
En 2002, il rejoint la Cour des comptes, dont il est nommé secrétaire général adjoint en 2004 alors que Philippe Séguin est premier président .
Il est ensuite préfet de l'Aube du 28 août 2006 au 28 juillet 2008,, date à laquelle il est réintégré dans son corps d'origine en tant que conseiller référendaire, mais est aussitôt détaché comme assistant du coordinateur national du renseignement Bernard Bajolet.
Le 11 décembre 2008, il est nommé préfet de la Seine-Saint-Denis. Lors de sa nomination, une fédération départementale d'associations musulmanes déclare : « La nomination d'un préfet musulman dans la Seine-Saint-Denis, un département très décrié et comptant la plus forte population d'origine musulmane, est un geste fort à destination des musulmans de France. » Présenté dans un article du Parisien comme « musulman non pratiquant » le jour de sa nomination, Nacer Meddah rectifie le lendemain : « Félicité hier comme préfet musulman par l'Union des associations musulmanes de Seine-Saint-Denis (UAM 93), Nacer Meddah tient d’ailleurs à préciser qu’il n’est pas musulman et revendique sa laïcité,. »
Il est nommé préfet de la région Franche-Comté, préfet du Doubs, en conseil des ministres le 7 avril 2010, et prend ses fonctions le 19 avril.
Après sept mois en fonction, il est limogé par décret du président Nicolas Sarkozy et rejoint ainsi les 25 préfets démis sur ordre élyséen depuis juillet 2010.
Le 16 novembre 2011, il est nommé secrétaire général de la campagne de François Hollande pour l'élection présidentielle de 2012.
Après la victoire de François Hollande, le 31 mai 2012, il est nommé préfet de la région Lorraine, préfet de la zone de défense et de sécurité Est, préfet de la Moselle,,. Tout en restant en poste, il est promu conseiller maître dans son corps d'origine, la Cour des comptes. 
Au 1er janvier 2016, il devient préfet de la région Centre-Val-de-Loire, préfet du Loiret. Il est remplacé à son poste par Jean-Marc Falcone qui fut nommé à ce poste par décret du 2 août 2017. Son action sur les dossiers qu'il a eu à gérer comme les inondations du printemps 2016 et les menaces d'attentats terroristes ont été appréciées par les élus de tout bord.
Par décret du 20 juin 2018, il est nommé président de la chambre régionale des comptes de Provence-Alpes-Côte d'Azur, puis devient président de la troisième chambre de la Cour des comptes (chargé des questions d'Éducation, jeunesse et sports, enseignement supérieur, recherche, culture et communication) le 26 septembre 2022.

## Dans la fiction
- 2013 : dans le téléfilm La Dernière Campagne, son rôle est interprété par Xavier Brière.

## Récompenses et distinctions

### Décorations
- Chevalier de la Légion d'honneur (2012)[19].
- Officier de l'ordre national du Mérite (2021)[20].